# Bellamaría (Balsas)
Bellamaría ist eine Ortschaft und eine Parroquia rural („ländliches Kirchspiel“) im Kanton Balsas der ecuadorianischen Provinz El Oro. Die Parroquia besitzt eine Fläche von 13,45 km². Die Einwohnerzahl lag im Jahr 2010 bei 1231. Die Parroquia Bellamaría wurde am 8. Januar 1997 gegründet.

## Lage
Die Parroquia Bellamaría liegt in den westlichen Ausläufern der Anden im Südwesten von Ecuador. Das Gebiet liegt in Höhen zwischen 560 m und 1120 m. Die Quebrada Balsas entwässert die Parroquia nach Süden zum Río Puyango. Der 600 m hoch gelegene Hauptort Bellamaría befindet sich 2,5 km westlich vom Kantonshauptort Balsas.
Die Parroquia Bellamaría grenzt im Nordosten, im Osten und im Süden an die Parroquia Balsas, im Westen an die Parroquia Marcabelí (Kanton Marcabelí) sowie im Nordwesten an die Parroquia La Bocana (Kanton Piñas).

## Orte und Siedlungen
Neben dem Hauptort Bellamaría gibt es in der Parroquia noch folgende Recintos: El Palma und La Esperanza.

## Wirtschaft
In der Parroquia wird hauptsächlich Landwirtschaft (Ackerbau und Viehzucht) betrieben.